# Абдул Рахім Хатеф
Абдул Рахім Хатеф (20 травня 1925, Кандагар — 19 серпня 2013, Алфен-ан-ден-Рейн) — державний діяч Афганістану.

## Родина й освіта
За національністю — пуштун-тохі. Син відомого релігійного діяча маулаві Мухаммеда Хал Вайса. Закінчив ліцей «Хабібія» в Кабулі (1945), літературний факультет Кабульського університету (1949).

## Діяльність за режимівЗахір ШахайМухаммеда Дауда
- 1949–1951 — заступник директора ліцею «Мір Вайс».
- 1951—1952 викладав у ліцеї «Ахмад-шах Баба» в Кандагарі.
- 1952 — викладач Кабульського вищого педагогічного училища.
- 1953 — начальник рекламно-видавничого департаменту управління будівництва Гільмендської зрошувальної системи.

1953 року залишив державну службу, займався громадською та комерційною діяльністю. У 1965 році був обраний депутатом парламенту від Кандагара (за іншими даними, був сенатором). Є інформація, що під час конфлікту, що стався під час одного з засідань парламенту, він допоміг Бабраку Кармалю, якого один з пуштунських депутатів намагався вдарити мікрофоном по голові (Хатеф відвів цей удар).
Брав участь у діяльності Лойя-джирги 1977 року, організованої режимом Мухаммеда Дауда для ухвалення Конституції країни.

## Діяльність за режимуНДПА
Активно співпрацював з режимом Народно-демократичної партії Афганістану (НДПА) за Бабрака Кармаля й Наджибулли. З 1981 року — член керівництва Національного вітчизняного фронту, громадської організації, створеної за ініціативою НДПА та перейменованої потім на Національний фронт. У 1985–1990 роках — голова центральної ради Національного фронту. У 1986–1988 роках входив до складу Революційної ради, у 1986 році був членом її президії. Незважаючи на активну співпрацю з режимом, критично ставився до діяльності НДПА. За даними М. Ф. Слінкіна Хатеф, характеризуючи лідерів НДПА (ймовірно, в неофіційних бесідах), відзначав їхнє слабке знання країни, дефіцит життєвого й політичного досвіду, непрофесіоналізм, відірваність від народу, внутрішньопартійні суперечності та низький авторитет у суспільстві, невміння знаходити компроміси і з опозицією, і у власних лавах.
Як політик, що мав зв'язки з діячами колишнього королівського режиму, відігравав значну роль у проголошеній НДПА політиці національного примирення, у січні 1987 року став головою президії Вищої надзвичайної ради з національного примирення. У 1985 та 1987 роках він обирався головою Лойя-джирги, яка скликалась керівництвом країни для легітимізації своєї влади. Однак для дійсно впливових опозиційних сил особа Хатефа, безпартійного союзника НДПА, не була авторитетною.
У 1988–1992 роках був віце-президентом країни. 1989 року став заступником голови Вищої ради оборони батьківщини, створеної за умов надзвичайного стану, запровадженого після виведення з Афганістану радянських військ.
Після усунення Наджибулли з посту президента у квітні 1992 року входив разом із трьома іншими віце-президентами (Мухаммед Рафі, Абдул Хамід Мохтат та Абдул Вахед Сорабі) й міністром закордонних справ Абдул-Вакілем до складу ради, яка тимчасово виконувала функції глави держави. Був оголошений тимчасовим президентом Афганістану. 28 квітня 1992 року брав участь у передаванні влади представникам моджахедів, що увійшли до Кабула.

## Емігрант
Після розвалу режиму НДПА залишив країну. Уряд Нідерландів первинно відмовився надати йому політичного притулку, вважаючи його причетним до політичних убивств і тортур (імовірно, малось на увазі, що Хатеф займав високий пост на службі режиму, який звинувачував ся у цих злочинах). Хатеф звернувся до суду, який зобов'язав уряд переглянути це рішення.